# Metromania
Metromania ist das zwölfte Studioalbum der deutschen Progressive-Rock- und Artrock-Band Eloy. Es erschien 1984 unter dem Label EMI-Electrola und wurde 2005 dort neu aufgelegt.

## Musikstil
Nach dem Misserfolg des Albums Performance beim Publikum und vor allem bei den Fans kehrte Eloy wieder zu den aus den 1970er Jahren bekannten progressiven, atmosphärischen Sounds und pulsierenden Rhythmen, gepaart mit teils ungewohnt harten Riffs und packenden Kompositionen zurück.

## Entstehungsgeschichte
Die Aufnahmen fanden in Bornemanns Hours Sound Studio in Hannover statt. Während der Aufnahmen kam es erneut zu Spannungen zwischen den Bandmitgliedern. Während sich die Musiker schon dem nächsten Projekt dem Soundtrack Codename Wildgeese zum Film Geheimcode Wildgänse zuwandten, blieb die finale Fertigstellung, das Abmischen und Abrunden des Albums alleine bei Frank Bornemann, was ihn physisch wie psychisch sehr viel abverlangte. Zudem musste der Toningenieur Harald Lepschies seine Arbeiten am Album aufgrund anderer Verpflichtungen noch vor dessen Fertigstellung abbrechen.
Das Coverart des Albums stammt vom britischen Künstler Rodney Matthews der bereits die Motive der alternativen Albumcover Planets (1981) und Time to Turn (1982) für die britischen Editionen lieferte.

## Besetzung
- Hannes Arkona: Gitarre, Keyboards, Perkussion
- Frank Bornemann: E-Gitarre, Gitarre, Gesang
- Hannes Folberth: Keyboards
- Klaus-Peter Matziol Bassgitarre
- Fritz Randow: Schlagzeug

### Technik
- Produktion: Frank Bornemann, Eloy
- Tontechnik: Harald Lepschies, Bernd Jost, Thomas Stiehler, Jan Nemec

## Titelliste
Die Titel wurden von Eloy, Frank Bornemann und Sigi Hausen geschrieben.

### Seite A
1. Escape To The Hights – 5:03
2. Seeds Of Creation – 4:28
3. All Life Is One – 6:28
4. The Stranger – 3:59

### Seite B
1. Follow The Light – 9:37
2. Nightriders – 4:38
3. Metromania – 6:10

## Rezeption
Das Album wurde von Fans gut aufgenommen und führten zu einer Einladung der BBC, wo Eloy zwei ausverkaufte Konzerte im Londoner Marquee Club gab, die von der BBC aufgezeichnet wurden. Dennoch reichten die Verkaufszahlen, in den für den Progressive Rock ohnehin schwierigen Zeiten der 1980er Jahre, nicht um eine Platzierung in den Deutschen Albumcharts zu erreichen. Trotz der positiven Reaktionen auf das Album, trennten sich die Bandmitglieder und Eloy bestand fortan lediglich aus Frank Bornemann, ohne feste Besetzung und mit wechselnden Gastmusikern.